# Wereldkampioenschappen schermen 1974
De 26ste wereldkampioenschappen schermen werden gehouden in Grenoble, Frankrijk in 1974. De organisatie lag in de handen van de FIE.

## Medailles

### Mannen
| Onderdeel   | Goud                                                                   | Goud        | Zilver                                                                  | Zilver         | Brons                                                                                 | Brons       |
| ----------- | ---------------------------------------------------------------------- | ----------- | ----------------------------------------------------------------------- | -------------- | ------------------------------------------------------------------------------------- | ----------- |
| Degen       |                                                                        |             |                                                                         |                |                                                                                       |             |
| Individueel | Rolf Edling                                                            | Zweden      | Jacques Brodin                                                          | Frankrijk      | Boris Loekomski                                                                       | Sovjet-Unie |
| Ploegen     | Rolf Edling Hans Jacobson Carl von Essen Göran Flodström               | Zweden      | Elmar Beierstettel Hans-Jürgen Hehn Joachim Peter Alexander Pusch       | West-Duitsland | Győző Kulcsár Sándor Erdős Pál Schmitt Jenő Pap                                       | Hongarije   |
| Floret      |                                                                        |             |                                                                         |                |                                                                                       |             |
| Individueel | Aleksandr Romankov                                                     | Sovjet-Unie | Carlo Montano                                                           | Italië         | Frédéric Pietruszka                                                                   | Frankrijk   |
| Ploegen     | Aleksandr Romankov Vasili Stankovitsj Vladimir Denissov Joeri Tschisch | Sovjet-Unie | Marek Dąbrowski Lech Koziejowski Jerzy Kaczmarek Ziemowit Wojciechowski | Polen          | Christian Noël Daniel Revenu Bernard Talvard Didier Flament                           | Frankrijk   |
| Sabel       |                                                                        |             |                                                                         |                |                                                                                       |             |
| Individueel | Mario Aldo Montano                                                     | Italië      | Viktor Krovopoeskov                                                     | Sovjet-Unie    | Viktor Sidjak                                                                         | Sovjet-Unie |
| Ploegen     | Vladimir Naslimov Viktor Krovopoeskov Viktor Sidjak Edoeard Vinokoerov | Sovjet-Unie | Dan Irimiciuc Cornel Marin Ioan Pop Alexandru Nilca                     | Roemenië       | Mario Aldo Montano Mario Tullio Montano Tommaso Montano Rolando Rigoli Michele Maffei | Italië      |

### Vrouwen
| Onderdeel   | Goud                                                                                 | Goud        | Zilver                                                                       | Zilver    | Brons                                                                             | Brons       |
| ----------- | ------------------------------------------------------------------------------------ | ----------- | ---------------------------------------------------------------------------- | --------- | --------------------------------------------------------------------------------- | ----------- |
| Floret      |                                                                                      |             |                                                                              |           |                                                                                   |             |
| Individueel | Ildikó Bóbis                                                                         | Hongarije   | Ildikó Schwarczenberger                                                      | Hongarije | Nailia Giljazova                                                                  | Sovjet-Unie |
| Ploegen     | Olga Knjazeva Valentina Sidorova Nailia Giljazova Jelena Novikova Valentina Nikonova | Sovjet-Unie | Ildikó Bóbis Ildikó Schwarczenberger Ildikó Rejtő Mária Szolnoki Magda Maros | Hongarije | Ana Pascu Ecaterina Iencic Ileana Gyulai-Drîmbă Suzana Ardeleanu Magdalena Bartoș | Roemenië    |

## Medaillespiegel
| Plaats | Land           | Goud | Zilver | Brons | Totaal |
| 1      | Sovjet-Unie    | 4    | 1      | 3     | 8      |
| 2      | Zweden         | 2    | 0      | 0     | 2      |
| 3      | Hongarije      | 1    | 2      | 1     | 4      |
| 4      | Italië         | 1    | 1      | 1     | 3      |
| 5      | Frankrijk      | 0    | 1      | 2     | 3      |
| 6      | Roemenië       | 0    | 1      | 1     | 2      |
| 7      | Polen          | 0    | 1      | 0     | 1      |
| 7      | West-Duitsland | 0    | 1      | 0     | 1      |
| Totaal | Totaal         | 8    | 8      | 8     | 24     |

1937 · 1938 · 1947 · 1948 · 1949 · 1950 · 1951 · 1952 · 1953 · 1954 · 1955 · 1956 · 1957 · 1958 · 1959 · 1961 · 1962 · 1963 · 1965 · 1966 · 1967 · 1969 · 1970 · 1971 · 1973 · 1974 · 1975 · 1977 · 1978 · 1979 · 1981 · 1982 · 1983 · 1985 · 1986 · 1987 · 1988 · 1989 · 1990 · 1991 · 1992 · 1993 · 1994 · 1995 · 1997 · 1998 · 1999 · 2000 · 2001 · 2002 · 2003 · 2004 · 2005 · 2006 · 2007 · 2008 · 2009 · 2010 · 2011 · 2012 · 2013 · 2014 · 2015 · 2016 · 2017 · 2018 · 2019 · 2022 · 2023